# Zapornia paykullii
La polluela mandarín (Zapornia paykullii) es una especie de ave gruiforme de la familia Rallidae que vive en el extremo oriente.

## Distribución
Es una especie migratoria que cría en el noreste de China, Corea del Norte, Corea del Sur y el extremo sudoriental de Rusia, y pasa el invierno en el sudeste asiático, pudiéndose encontrarse en Vietnam, Tailandia, Malasia e Indonesia.